# Формула правління
«Фо́рмула правлі́ння» (лат. Formula Regiminis) — конституція герцогства Курляндії і Семигалії. Пам'ятка балтійського цивільного права.

## Опис
Проголошена 18 березня 1617 року в Мітаві. Складалася з 52 параграфів. Випрацьована емісарами Сигізмунда ІІІ Вази, короля польського і великого князя литовського, після зміщення герцога Вільгельма внаслідок скарг місцевої шляхти. Схвалена ландтагом герцогства, підписана Фрідріхом Кеттлером, новим герцогом Курляндії і Семигалії. Залишалася чинною до 1795 року.
Перетворювала герцогство на конституційну монархію з елементами шляхетської демократії. Обмежувала владу герцога на користь шляхти. Створювала при ньому спеціальну колегією із шести вищих радників (оберратів), четверо з яких були представниками балтійської німецької шляхти (ландгофмейстр (landhofmeister), канцелер (kancler), обербургграф (oberburggraf), ландмаршал (landmarschal)), а двоє — урядовцями герцогства. Запроваджувала адміністративно-територіальний поділ на чотири округи — «майорства» (oberhauptmannschaft). Влада в округах належала «майорам» (обергауптманам), які призначалися з місцевого лицарства. Разом із колегією радників вони формували вищу судову інстанцію — Придворний суд (гофгеріхт). Герцог мав повну влади лише у своїх маєтностях, що складали одну третину території країни. Проте управителі його маєтків могли призначатися винятково з представників шляхти. Найвищим органом влади на території, що не була у власності герцога, була шляхетська Крайова рада (ландтаг), що скликалася двічі на рік. На відміну від старої ради, участь в якій брали усі представники шляхти, нова рада складалася лише з депутатів, висунених привілейованим станом лицарів.
Впроваджувала на території герцогства новий, григоріанський календар з 1 січня 1618 року.
Латинський оригінал пам'ятки втрачено. Збереглося багато списків-копій, особливо перекладів німецькою мовою.